# 전자교환기
전자교환기(電子交換機, electronic switching system, ESS)는 디지털 일렉트로닉스 등 고체 전자 공학을 사용하는 전화 스위치이며, 전화 통화 확립을 목적으로 전화 회로의 상호 연결을 위해 공통 제어권을 전산화한 것이다.

## 개요
크로스바 교환기의 등장으로 자동교환기는 일단 만족할 만한 것을 얻게 되었지만 이와 같은 기계적인 접점·전자석·계전기 등을 사용하는 한 교환속도의 향상과 소형화를 진행시킨다는 점에서는 불리하다는 것을 부정할 수 없다.
이러한 결점을 제거하기 위해 소형의 전자장치, 특히 트랜지스터 등을 사용한 전자교환기에 대한 연구가 진행되었다. 이 전자교환기는 1950년대부터 진공관을 이용한 교환기라 해서 연구되어 왔는데, 다이오드나 트랜지스터와 같은 반도체소자나 파라메트론(parametron) 등을 사용한 것도 연구 대상이 되었다.
전자교환식에도 여러 가지 방식이 생각되고 있는데, 어느 것이나 본질적으로는 크로스바 방식 중의 마커·레지스터와 같은 공통제어기를 전자화하여 크로스바스위치·리드스위치와 같은 기계적인 접점의 접속기를 그대로 남긴 것을 반전자교환방식이라 한다.
이에 대하여 공통제어기를 비롯하여 접속기·축적장치 등을 모두 전자화한 것을 전전자(全電子)교환방식이라 한다.
전전자교환방식은 다시 ① 공간분할방식, ② 시분할방식, ③ 주파수분할방식의 3방식으로 대별된다.
공간분할방식에는 이제까지의 전자적인 교환방식과 마찬가지로 1개의 통화로에 1개의 통화만을 접속하는 방식이다. 원리는 대단히 단순하며, 통화수만큼 통화로나 스위치가 필요하게 된다.
그러나 현재는 1개의 전송로에 다수의 통신을 동시에 실어 보내는 다중통신이 실용화되고 있으며, 이러한 사고방식을 교환방식에도 곁들이려는 방식이 제창되었다. 이것은 전전자교환방식에서 처음으로 가능성이 엿보이기 시작한 것으로, 여기에는 시분할방식과 주파수분할방식의 2개가 있다.
이 중 시분할방식은 통화로에 일정한 주기로 펄스전류를 흐르게 하여 여기에 통화를 보내도록 한다. 1주기의 사이는 125마이크로초, 즉 8kHz 정도이며, 각 펄스 계열의 시간차는 2.5 마이크로초를 필요로 하기 때문에, 이와 같이 시간을 분할하면, 125÷2.5＝50이므로 50통화를 보낼 수가 있다. 펄스에 통하를 싣는 데는 펄스진폭변조방식을 채택하고 있다.

## 전전자교환기
전전자교환기는 통신에서 유선전화의 폭발적 증가를 가져온 장비로 교환원이 없이 다이얼이나, 버튼을 인식해 상대방의 번호를 찾아 통화를 연결하는 전자 장치를 말한다. 2009년 현재 VoIP와 휴대전화등에 밀려 Legacy로 불리고 있지만 정보통신 발전의 일대 전기를 마련했던 장비이다. 대한민국에서 운용되던 전자교환기 중 도입기종(외국) AXE-10, 5ESS 등이 있고, 대한민국 내에서 개발된 것으로는 TDX-1A, TDX-1B, TDX-10A, TDX-100등이 운용되었다.